# Eselsohler Berg
Der Eselsohler Berg ist ein 451,5 Meter hoher Berg im Pfälzerwald.

## Geographie

### Lage
Der Berg liegt auf der Grenze der Landkreise Kaiserslautern und Bad Dürkheim. Seine Nordwest-, West- sowie Südflanke gehören zur Ortsgemeinde Waldleiningen und seine Nord- sowie Ostflanke zur Ortsgemeinde Weidenthal. Er verfügt zusätzlich über einen Nordsporn mit der Bezeichnung Hohe Loog.
Benachbarte Berge sind der 430 Meter hohe Große Berg im Westen und der Erdbeerenkopf im Osten.

### Naturräumliche Zuordnung
1. Großregion 1. Ordnung: Schichtstufenland beiderseits des Oberrheingrabens
2. Großregion 2. Ordnung: Pfälzisch-saarländisches Schichtstufenland
3. Großregion 3. Ordnung: Pfälzerwald
4. Region 4. Ordnung (Haupteinheit): Mittlerer Pfälzerwald
5. Region 5. Ordnung: Tal-Pfälzer-Wald

## Natur
Ein Teil der Westflanke ist Bestandteil der Kernzone Karsdell des Biosphärenreservats Pfälzerwald-Vosges du Nord.

## Kultur
Am Berg befindet sich der Ritterstein 143, der die Aufschrift „Eselsohl“ trägt. Er weist auf die benachbarte Suhle hin, in der sich mutmaßlich die als Lasttiere eingesetzten Esel gesuhlt haben.

## Verkehr
An seiner Ostflanke verläuft die Kreisstraße 38, die von Weidenthal nach Elmstein verläuft.

## Tourismus
Über seine Ostflanke führt der Rundwanderweg Pfälzer Hüttensteig. In seinem Gipfelbereich verläuft ein Wanderweg, der mit einem grün-blauen Balken markiert ist und von Göllheim bis nach Eppenbrunn führt.